# Dieter Wiedenmann
Dieter Wiedenmann   (Ulm, 23 d'abril de 1957 - Langensteinbach, 11 de novembre de 1994) fou un remer alemany que va competir sota bandera de la República Federal Alemanya durant les dècades de 1970 i 1980.
El 1984 va prendre part en els Jocs Olímpics d'Estiu de Los Angeles, on guanyà la medalla d'or en la competició de quàdruple scull del programa de rem. Formà equip amb Albert Hedderich, Raimund Hörmann i Michael Dursch.
En el seu palmarès també destaquen quatre medalles en el quàdruple scull al Campionat del Món de rem, una d'or, dues de plata i una de bronze. A nivell nacional guanyà set campionats alemanys del quàdruple scull entre 1978 i 1984.